# Козмешть (комуна, Ясси)
Козмешть, Козмешті (рум. Cozmești) — комуна у повіті Ясси в Румунії. До складу комуни входять такі села (дані про населення за 2002 рік):
- Козмешть (1538 осіб)
- Подоленій-де-Жос (378 осіб)
- Подоленій-де-Сус (1250 осіб)

Комуна розташована на відстані 308 км на північний схід від Бухареста, 43 км на південний схід від Ясс.

## Населення
За даними перепису населення 2002 року у комуні проживали 3166 осіб. Усі жителі комуни рідною мовою назвали румунську.
Національний склад населення комуни:
| Національність | Кількість осіб | Відсоток |
| -------------- | -------------- | -------- |
| румуни         | 3159           | 99,8%    |
| цигани         | 7              | 0,2%     |

Склад населення комуни за віросповіданням:
| Релігія       | Кількість осіб | Відсоток |
| ------------- | -------------- | -------- |
| православні   | 3159           | 99,8%    |
| римо-католики | 6              | 0,2%     |
| адвентисти    | 1              | < 0,1%   |

## Зовнішні посилання
- Дані про комуну Козмешть на сайті Ghidul Primăriilor [Архівовано 15 Червня 2009 у Wayback Machine.]